# Rudolf Senti
Rudolf Senti (* 4. Januar 1898; † 17. Januar 1958) war ein Liechtensteiner Sportschütze.

## Karriere
Rudolf Senti trat bei den Olympischen Spielen 1936 in Berlin in der Disziplin 50 Meter Kleinkaliber liegend an. Er belegte den 61. Rang.